# محمد عاملحف
محمد عاملحف (انگلیسی: Mohamed Amelhaf؛ زادهٔ ۲۵ نوامبر ۱۹۹۷) بازیکن فوتبال اهل فرانسه است.
از باشگاه‌هایی که در آن بازی کرده‌است می‌توان به باشگاه فوتبال وی‌اف‌آر آلن اشاره کرد.